# Genil
De Genil is een rivier in Andalusië, Spanje. Het is met 358 km de belangrijkste (linkse) zijrivier van de rivier Guadalquivir. De Romeinen noemden de rivier Singilis, zijn moderne naam is afgeleid van de Moorse weergave daarvan: Sinyil, Sannil en Sinnil.

## Tracé
De bron van de Genil ligt in de Sierra Nevada, ten noorden van de hoogste piek Mulhacén. De Genil stroomt door de steden Granada, Loja, Puente Genil en Écija. Het mondt uit in de rivier de Guadalquivir bij Palma del Río. De belangrijkste zijrivier is de Darro.